# 越南主席府

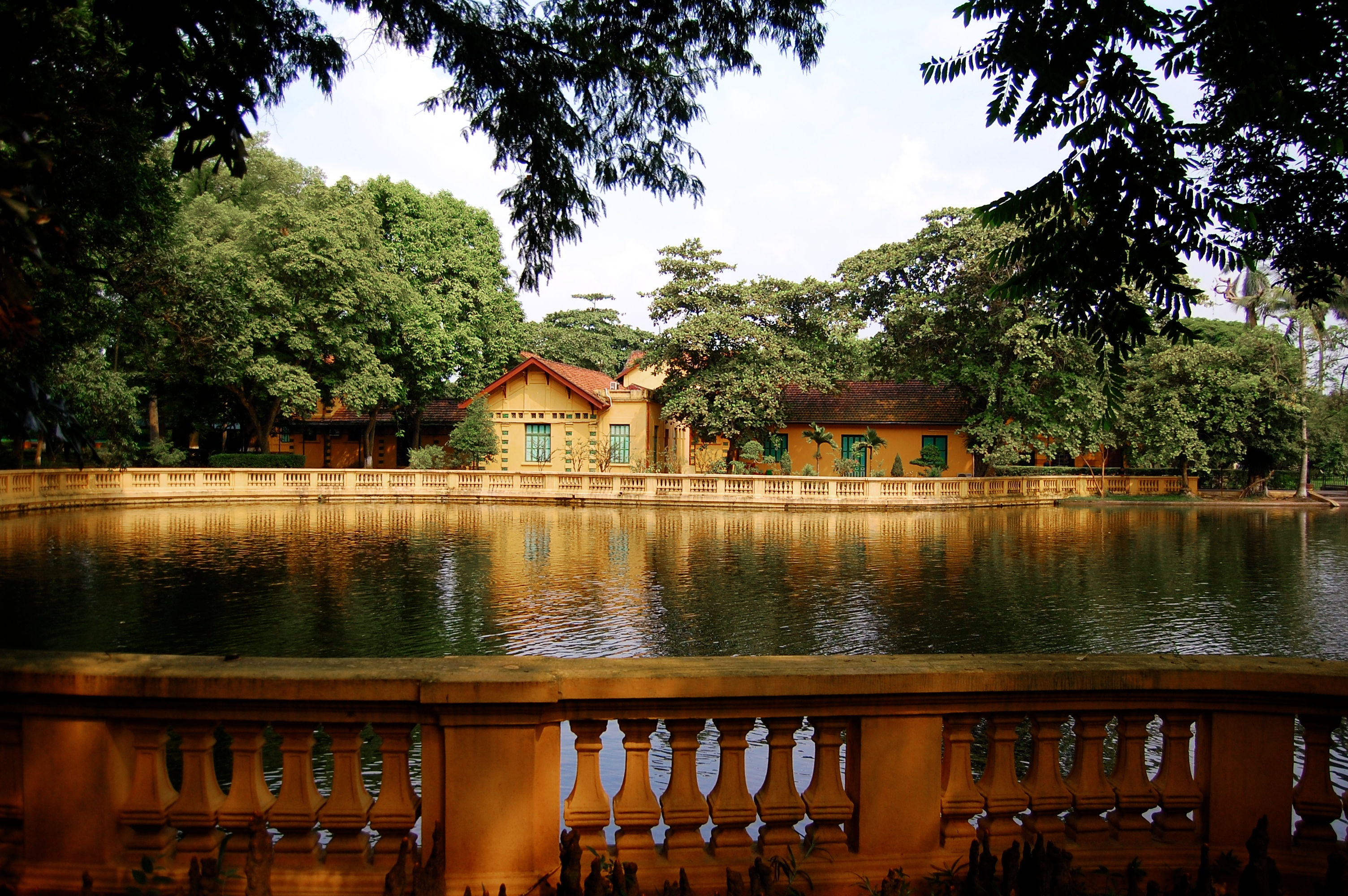
池塘

21°2′20″N 105°50′3″E / 21.03889°N 105.83417°E
越南主席府（越南语：／），位于越南河内巴亭广场胡志明纪念堂建筑群附近，是一座拥有百年历史的法国殖民地建筑。

## 历史
原为法属印度支那总督府，建于1900年和1906年之间。设计者为法属印度支那的官方建筑师奧古斯特·亨利·維爾迪厄（Auguste Henri Vildieu）。这是一座纯粹欧洲风格的黄色建筑，铁艺大门，古典列柱，壮观的楼梯，唯一让人感觉到身处越南的视觉线索是庭院内的芒果树。
1940年大日本帝国入侵越南，1940年3月取代法国成为越南的最高殖民统治者，总督府也改弦更张变成日本殖民高官府邸，直到1945年9月越南民主共和国建立。
1945年8月15日，日本宣布无条件投降。根据盟军统帅部8月17日发布的1号令，越南、泰国、老挝三国北纬16度以北地区均由中国军队受降。因此越北地区成为当时中国战区16个受降地之一，也是唯一的海外受降地。而今天的主席府就是当年举行受降仪式的地方，当年跨境受降的是中国第一方面军司令官卢汉上将。
1954年，越南劳动党主席胡志明统治北越后，拒绝住进这座豪华的建筑，只是在此接见外宾，1958年，他自己住进后花园池塘旁的棚屋，该棚屋甚至没有厕所。1975年越南统一后，此棚屋以胡志明故居名义列作遗址并加以维护。

## 開放
主席府主要用于举行越南政府会议。主席府内部不向公众开放，但是人们可以付费参观花园和胡志明的棚屋。胡志明逝世後，主席府被列為全區特別重要的胡志明紀念館之一。這裡仍然是国家主席的辦公場所；越南共產黨和越南國家的重要活動仍然在這裡隆重舉行。被歷史遺跡環繞；附近有胡志明纪念堂、胡志明博物館、一柱寺。主席府一般不對公眾開放，但可以購買門票進入花園。
- 夏季開放時間：早上7:30至11:00 下午14:00至16:00。
- 冬季開放時間：早上8:00至11:00 下午13:30至16:00。
- 入場費：40,000越南盾[2]